# Hermann Neuburg
Hermann Neuburg (* 10. November 1910 in Krefeld; † 26. Februar 1979 in Bochum) war ein deutscher NS-Funktionär.

## Leben
Neuburg nahm nach dem Abschluss seiner Schullaufbahn 1930 ein Studium der evangelischen Theologie auf. Der NSDAP trat er bereits während seiner Studienzeit zum 1. Mai 1930 bei (Mitgliedsnummer 242.190). An der Universität Marburg leitete er als Funktionär des NSDStB auch zeitweise die Hochschulgruppe der Organisation. Er zeichnete unter anderem für Aufrufe verantwortlich, in denen er Studenten zum Eintritt in den NSDStB und die SA aufrief. Ab 1932 war er Kreisleiter der Partei im Kreis Ziegenhain. Er folgte 1934 Helmuth Friedrichs  im Amt des Gaugeschäftsführers im Gau Kurhessen nach. Darüber hinaus fungierte er als örtlicher Gauschulungsleiter und Gaupersonalamtsleiter. Nach dem Anschluss Österreichs wurde er Stellvertreter des „Stillhaltekommissars“ für österreichische Verbände Albert Hoffmann. In Vorbereitung auf eine Tätigkeit als stellvertretender Gauleiter wechselte er als Nachfolger Hoffmanns 1940 zum Stab des Stellvertreters des Führers (ab 1941 Partei-Kanzlei), wo ihm im Bereich Parteiangelegenheiten die Leitung der Abteilung II A oblag. Da er die in ihn gesetzten Erwartungen nicht erfüllte, verweigerte Martin Bormann die geplante Beförderung Neuburgs zum stellvertretenden Gauleiter. Zwei 1943 getätigte Anfragen von dem Gauleiter Fritz Bracht, der Neuburg den Posten seines Stellvertreters zuschanzen wollte, wurden seitens Bormanns abschlägig beschieden: Es sollten „nur noch Parteigenossen als stellvertretende Gauleiter eingesetzt werden, wenn sie nach meiner Meinung das Zeug zum Gauleiter hätten“. Laut Bormann sei Neuburg „zweifellos ein ganz gewandter Mann“, denke jedoch „nicht klar genug“. Als Nachfolger des geschassten Richard Donnevert wurde er im Herbst 1943 mit der Wahrnehmung der Geschäfte des stellvertretenden Gauleiters im Sudetenland betraut und blieb in dieser Funktion bis zum Kriegsende im Mai 1945. Auch eine Intervention des Gauleiters Sudetenland Konrad Henlein, Neuburg offiziell zu seinem Stellvertreter zu machen, wurde abschlägig beschieden, obwohl sich dieser seiner Meinung nach praktisch bewährt habe.
Nach Kriegsende befand sich Neuburg in tschechoslowakischer Internierung, aus der er 1955 entlassen wurde. Anschließend arbeitete er in der Isolierbranche als Prokurist.